# Syngonanthus simplex
Syngonanthus simplex là một loài thực vật có hoa trong họ Eriocaulaceae. Loài này được (Miq.) Ruhland miêu tả khoa học đầu tiên năm 1903.